# Metacapnodium guava
Metacapnodium guava är en svampart som först beskrevs av Mordecai Cubitt Cooke, och fick sitt nu gällande namn av S. Hughes 1981. Metacapnodium guava ingår i släktet Metacapnodium och familjen Metacapnodiaceae.   Inga underarter finns listade i Catalogue of Life.